# Annia Hatch
Annia Portuondo Hatch (Guantánamo, 14 giugno 1978) è una ginnasta cubana naturalizzata statunitense.
Esordì ai campionati nel mondo nel 1993 gareggiando per Cuba e nel 1996 divenne la prima ginnasta cubana a vincere una medaglia ai campionati del mondo. 
Nel 1995 ai giochi americani vinse un argento (trave) e due bronzi (volteggio e parallele).
Si ritirò nel 1996, poi, sposandosi con Alan Hatch, tornò alle competizioni sotto la bandiera statunitense allenata dal marito. Nel 2001 ottenne la cittadinanza statunitense.